# Quebrada

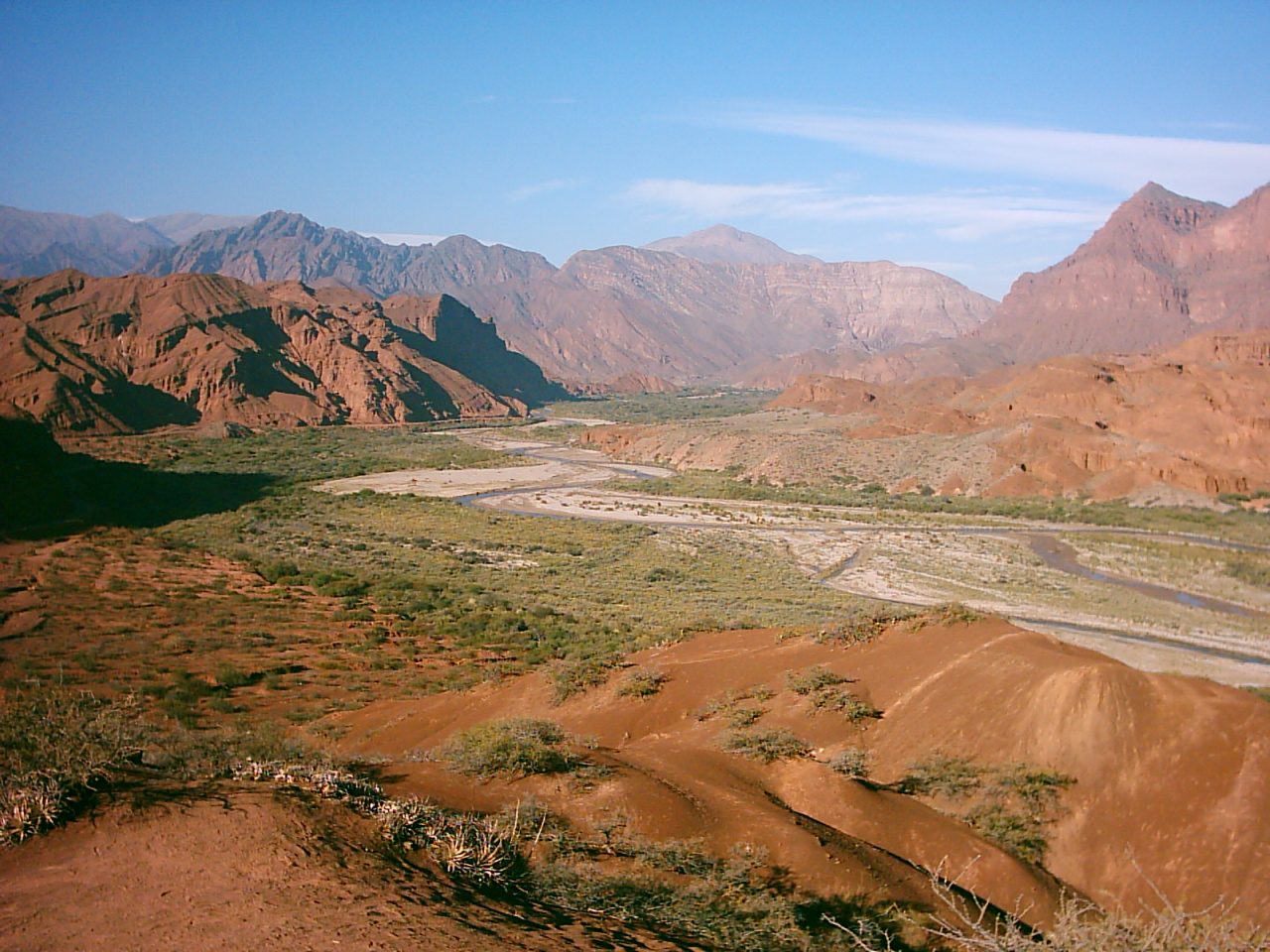
Quebrada de Cafayate, Argentina.

Una quebrada, com a substantiu, a diversos països d'Amèrica del sud com l'Argentina, Bolívia, Xile, Colòmbia, Panamà, Perú, Puerto Rico i Veneçuela, és una riera, torrent, riu petit o rierol, de poc cabal si es compara amb un riu, i no apte per a la navegació o la pesca significativa. A les quebradas, normalment, només hi viuen espècies de peixos summament petits.
Generalment, les quebradas tenen poca i gairebé nul·la profunditat, molt poc cabal, i serveixen com bassals i llocs campestres per càmping, i es poden travessar i creuar caminant. Acostumen a ser llocs per anar-hi de vacances i fer turisme ecològic o d'aventura.

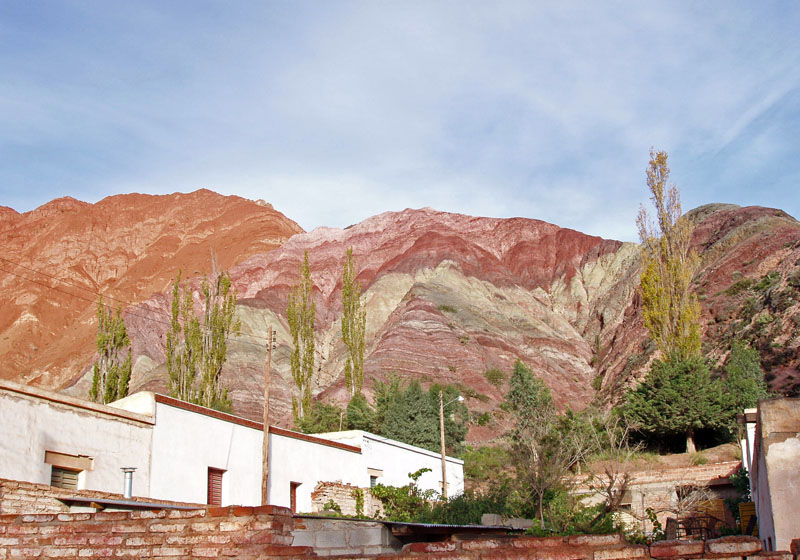
Quebrada de Humahuaca, Argentina; Patrimoni de la Humanitat.

A les quebradas és possible trobar diverses espècies arbòries depenent de la seva altura dins de la conca, podent trobar fins a 300 espècies en algunes zones preandines i animals com insectes, mamífers i aus.
A Espanya, el terme quebrada designa un pas estret entre muntanyes i, per tant, equival a congost o gorja. Literàriament, JRR Tolkien va usar el terme "downs" (com en "the Barrow Downs") per referir-se a una zona de pujols baixos, que es va traduir al castellà com "quebradas" (= les quebradas dels Túmuls). Els penya-segats blancs de Dover, uns pujols baixos oberts i pissarrosos serien un exemple de quebradas.